# Oltrepò
Con il termine Oltrepò (Ultrepo in lombardo) si indicano attualmente due zone geografiche facenti parte della Lombardia pur essendo localizzate a sud del fiume Po.

## Descrizione

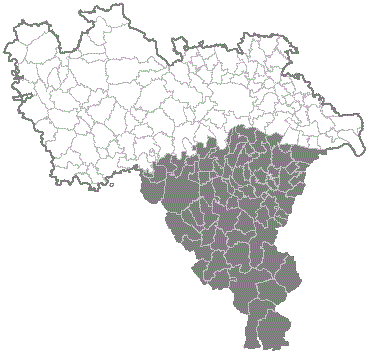
L'Oltrepò pavese in provincia di Pavia

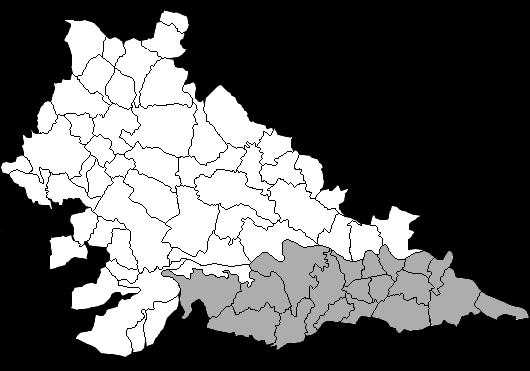
L'Oltrepò mantovano in provincia di Mantova

- La prima e più ampia zona è l'Oltrepò pavese, avente come maggiore centro la città di Voghera. Per secoli legato al Ducato di Milano, con i trattati del XVIII secolo fu progressivamente ceduto ai Savoia.

Era politicamente costituito da una numerosa serie di marchesati, signorie e immunità che costituirono fino al 1770 le cosiddette "Giurisdizioni separate" o "Terre diverse" che, seppure sottoposte alla sovranità prima di Milano e poi dei Savoia, godevano di particolari privilegi e autonomie feudali tali da configurarsi per alcune entità in una vera indipendenza (vedi articolo sui feudi imperiali). Nel 1748, con i Savoia, tali terre furono organizzate nelle provincie di Voghera e Bobbio, fino a essere lentamente assorbite nel Regno di Sardegna. La zona fu poi aggregata alla provincia di Pavia nel 1859 in seguito all'unità d'Italia.
Oggi appartiene alla provincia di Pavia.
- La seconda zona storicamente nota è l'Oltrepò mantovano, per secoli parte del Ducato di Mantova, e mantenuto nel territorio dell'attuale provincia. Si estende anch'esso sulla riva destra del fiume da Suzzara fino a Sermide, comprendendo i centri amministrativi di Gonzaga, Quistello e Revere. In epoca preunitaria il suo confine meridionale correva lungo i ducati di Guastalla, di Mirandola, di Modena, della contea di Rolo e dello Stato della Chiesa.

- Storicamente esisteva un terzo territorio, l'Oltrepò ferrarese, di assai ridotta estensione e comprendente stavolta territori a nord del fiume da Melara fino ad est di Occhiobello, comprendendo Bergantino, Castelmassa, Ceneselli, Baruchella, Trecenta, Bagnolo di Po, Chiavicone, Canaro, Garofolo. Prodotto delle conquiste degli Este di Ferrara, tese a escludere la Serenissima dalla navigazione del Po, passò successivamente allo stato della Chiesa. Si estendeva dai confini orientali del ducato di Mantova, a est di Ostiglia fino al delta del fiume. Il suo confine settentrionale correva lungo il fiume Tartaro comprendendo Trecenta fino a incontrarsi con il corso del Po a Raccano, lasciando un breve tratto della riva sotto la sovranità di Venezia (Borgo San Mauro, Guarda Veneta). Da Crispino la riva settentrionale faceva nuovamente parte dell'Oltrepò ferrarese, avendo come confine i vari canali fino a Panarella, nuovamente sotto la sovranità veneziana. Un'ultima sezione ferrarese andava sulla riva meridionale da Mazzorno (veneziano) fino alla Cà Vendramin sul ramo del Po di Goro, con il confine lungo la "strada dei Pilastri", comprendendo il distretto di Ariano nel Polesine. Il territorio fu definitivamente soppresso in seguito alle vicende napoleoniche che ne portarono all'aggregazione al Veneto. Oggi appartiene alla provincia di Rovigo.

- È esistito storicamente anche un limitato oltrepò piacentino e parmense. Si trattava di due stretti territori che correvano lungo le rive settentrionali del Po e che appartennero al ducato di Parma e Piacenza fino al Congresso di Vienna per passare poi alla Lombardia.
- L'oltrepò piacentino si estendeva dal suo confine occidentale con l'oltrepò pavese dal 1735 passato ai Savoia, e comprendeva una stretta fascia di terre lungo la riva settentrionale del fiume, comprendendo i centri di Monticelli Pavese, Guzzafame,[senza fonte], Guardamiglio, San Rocco al Porto, Bruzzelle, Caselle Landi.
- L'oltrepò parmense comprendeva un breve tratto di riva a sud di Cava Tigozzi a ovest di Cremona e di nuovo riprendeva da Bosco, a sud di Cremona, correndo lungo il canale parallelo, comprendendo Gerre dei Caprioli, Stagno Lombardo, Ca' dei Gatti, Isola Pescaroli, seguiva i vari rami abbandonati del Po per finire presso Torricella del Pizzo. Oggi queste località appartengono alle province di Pavia, Lodi e Cremona.